# Arnaud Bonin
Pour les articles homonymes, voir Bonin.
Arnaud Bonin, né le 8 mai 1985 à Mâcon, est un traileur français. Il a remporté la médaille d'argent aux championnats d'Europe de trail 2022 et est champion de France de trail long 2021.

## Biographie
Arnaud Bonin pratique le football durant sa jeunesse mais abandonne ce sport pour pratiquer la course en montagne dès 2010. Il se spécialise dans les formats courts, notamment en kilomètre vertical. Lors des championnats de France de la discipline 2014 à Villard-Reculas, il décroche la médaille de bronze. Après quelques saisons moyennes, il décide de s'essayer à d'autres disciplines dont le Xterra Triathlon entre autres. En 2019, il change d'entraîneur pour Adrien Séguret et se remet à la course à pied sur des formats plus longs en trail,.
Le 29 septembre 2021, il prend le départ du trail du Petit Ballon qui compte comme Championnats de France de trail long. Il prend un départ prudent et profite du coup de mou du favori Sébastien Spehler pour suivre Romain Maillard et Kevin Vermeulen en tête. Il lance son attaque en fin de course et double ses adversaires pour remporter le titre.
Le 28 mai 2022, il prend le départ du trail aux championnats de France à Salers. Il remporte la médaille d'argent derrière Timothée Bommier et décroche son ticket pour les championnats d'Europe de course en montagne et trail à El Paso. Il y effectue un solide départ, courant aux côtés de ses coéquipiers Thomas Cardin et Kevin Vermeulen. Le trio s'empare des commandes de la course à mi-parcours mais se fait surprendre par la grosse remontée du Belge Maximilien Drion. Arnaud Bonin tente seul de le suivre mais se voit contraint de le laisser filer et s'assure de la médaille d'argent. Avec ses coéquipiers troisième et quatrième, il s'offre l'or au classement par équipes.

## Palmarès
| no  | masculin           | Course                         | Longueur | Départ                 | Temps           |
| --- | ------------------ | ------------------------------ | -------- | ---------------------- | --------------- |
| 1re | Médaille d'or      | Trail du Ventoux 26 km         | 26 km    | 23 mars 2013           | 2 h 9 min 30 s  |
| 2e  | Médaille d'argent  | Cross du Mont-Blanc            | 23 km    | 30 juin 2013           | 1 h 56 min 49 s |
| 3e  | Médaille de bronze | Montée du Nid d'Aigle          | 19,5 km  | 21 juillet 2013        | 1 h 54 min 46 s |
| 2e  | Médaille d'argent  | Cross du Mont-Blanc            | 23 km    | 29 juin 2014           | 2 h 9 min 7 s   |
| 3e  | Médaille de bronze | Montée du Nid d'Aigle          | 19,5 km  | 20 juillet 2014        | 1 h 58 min 9 s  |
| 2e  | Médaille d'argent  | Pierra Menta été               | 66 km    | 1-3 juillet 2016       | 9 h 21 min 23 s |
| 1re | Médaille d'or      | Pierra Menta été               | 72 km    | 30 juin-2 juillet 2017 | 8 h 41 min 20 s |
| 3e  | Médaille de bronze | La Bouillonnante 50            | 52 km    | 27 avril 2019          | 4 h 23 min 29 s |
| 3e  | Médaille de bronze | Marathon-Race du Lac d'Annecy  | 40 km    | 26 mai 2019            | 3 h 46 min 51 s |
| 1re | Médaille d'or      | Trail du Petit Ballon          | 57 km    | 29 septembre 2021      | 4 h 16 min 30 s |
| 3e  | Médaille de bronze | Trail du Ventoux               | 47 km    | 13 mars 2022           | 3 h 49 min 22 s |
| 2e  | Médaille d'argent  | Championnats d'Europe de trail | 47,39 km | 2 juillet 2022         | 3 h 43 min 55 s |

## Records
| Épreuve       | Performance     | Date         | Lieu            |
| ------------- | --------------- | ------------ | --------------- |
| 10 kilomètres | 31 min 15 s     | 15 mars 2015 | Villeurbanne    |
| Semi-marathon | 1 h 10 min 43 s | 12 mars 2017 | Bourg-en-Bresse |